# Мелетий (Павлович)
Мелетий Павлович (серб. Мелентије Павловић; 1776, село Горня-Врбава (ныне в общине Горни-Милановац, Сербия) — 11 (23) июня 1833, Белград) — епископ автономной Сербской митрополии в составе Константинопольского Патриархата, архиепископ Белградский и митрополит Сербский.

## Биография
Начальное образование получил в Монастыре Врачевшница, где позднее принял монашество и в 1800 году был рукоположён во иерея. В марте 1810 года возглавил монастырь в сане архимандрита. Был соратником сербского князя Милоша Обреновича, который в 1818 году сделал егор духовником княжеского дома Обреновичей. Со временем Мелентий стал его советником, сначала по религиозным вопросам, а затем и по общим политическим вопросам. В мае 1815 года участвовал в битве возле горы Любич близ города Чачак, когда сербские повстанцы разбили турецкие отряды.
Трижды был администратором Белградской митрополии: в 1813 года, в период отъезда митрополита Белградского Леонтия (Ламбровича) после подавления первого сербского восстания, в 1815 году, после смерти митрополита Дионисия (Поповича), и в 1825 году, когда Белградский митрополит Агафангел был избран митрополитом Халкидонским (в 1826 стал Константинопольским патриархом). Был членом духовной консистории, сформированной в марте 1823 года, но упразднённой в 1825 году из-за отсутствия образованных священнослужителей. В 1823 году князь поручил Мелетию организацию государственной школьной системы. В 1829 году был одним из инициаторов возведения колоколен при храмах Белграда, что ранее запрещалось османскими властями.
После создания автономного Сербского княжества стал одним из кандидатов на Белградскую кафедру вместе с митрополитом Герасимом (Домниным), архимандритом Павлом (Кенгелацем) и архимандритом Неофитом (Бозвели). По указанию князя Милоша приехал в Константинополь, где 17 августа 1831 года был хиротонисан во епископа. Митрополит Мелентий стал первым сербом на престоле белградских митрополитов после долгого времени, потому что с 1801 года в этом должности находились исключительно греки (Леонтий, Агафангел и Анфим). В то время в Сербии было три епархии: Белградская, Ужицкая и Шабацкая. В январе 1832 года Патриарх Константинопольский Константин I написал своё письмо дал церкви в границах Сербского княжества автономию. С тех пор он носил титул архиепископа Белградского и митрополита Сербского. К тому времени был серьёзно болен.
Сохранял лояльность к Константинопольской патриархии. Ввёл в митрополии устав и учредил несколько епархий, организовал митрополичью канцелярию. Планировал открыть школу для священников в городе Крагуевац. Попытался создать типографию в Белграде; сам при этом жил в Крагуеваце. Собирал древние книги, надеялся возродить богослужение на сербско-славянском языке, запретив церковное пение на греческом языке в белградских церквях. По словам Радомира Поповича, между ним и князем возникли разногласия в конце правления Мелетия.
Заболел и 11 июня 1833 года скончался в Монастыре Врачевшница, где и был похоронен.